# 大道 (徳島市)
大道（おおみち）は、徳島県徳島市の町名。西富田地区に属している。大道一丁目から大道四丁目まで存在する。郵便番号は〒770-0923。
- 人口：366人（2010年11月。徳島市の調査より）
- 世帯数：180世帯（同上）

## 地理
徳島市の東部、市街地の南西部で、眉山東山麓に位置する。東は鷹匠町の歓楽街・商店街、西は幟町の住宅街と接する。北から眉山山麓に沿って、一丁目から四丁目に比較的整然と区画される商店街。中央を南北に国道439号が走り、市街地と名西郡神山町方面を結ぶ。

## 歴史
元は徳島市富田浦町の一部で昭和15年より現在の町名となった。江戸時代には大道・餌差町・餌差町裏通と称された地にあたる。第二次世界大戦前は市の中心部から南部・神山方面を結ぶ大きな街道筋であったため、人の従来が激しく沿道には多数の商家があった。
昭和20年7月3日の徳島大空襲では著しい戦災を受け、現在隣接する勢見町・金刀比羅神社の多数の石造物にその傷跡を残している。同55年に国道55号バイパスの開通により、当町内の交通量が減少した。同57年に当町を南北に走る県道徳島剣山線が国道439号に昇格した。

## 施設
- 東大本店
- 平成調理師専門学校大道校舎

## 交通

### 道路
一般国道
- 国道439号

### 路線バス
徳島バス・徳島市営バス
- 大道一丁目
- 大道二丁目
- 大道三丁目